# La Tourette
La Tourette este o comună în departamentul Loire din sud-estul Franței. În 2009 avea o populație de 561 de locuitori.

## Evoluția populației
| An        | 1975 | 1982 | 1990 | 1999 | 2006 | 2009 |
| --------- | ---- | ---- | ---- | ---- | ---- | ---- |
| Populație | 209  | 274  | 389  | 424  | 485  | 561  |